# Emil Adorján
Emil Adorján, până în 1890 Auspitz, cunoscut și sub pseudonimul literar Leander, (n. 15 august 1873, Oradea, Austro-Ungaria – d. 1944, Mauthausen⁠(d), Austria Superioară, Austria) a fost un avocat, scriitor, jurnalist, promotor al stenografiei, maghiar de etnie evreiască, prieten apropiat al poetului Endre Ady.

## Biografie
Și-a schimbat numele de familie din Auspitz în Adorján în 1890. A absolvit studii universitare la Budapesta și Berlin. Încă din anii studenției (1890-1893) a redactat ziarul Gyorsírók Lapját din Budapesta. În 1896 s-a întors la Oradea, unde a lucrat până în 1911. Între anii 1915 și 1916 a fost vicepreședinte al Baroului Oradea, iar între 1916 și 1919 a fost președintele Asociației Avocaților din Oradea.
După 1919 s-a retras din viața publică. În 1944 a fost deportat în lagărul de concentrare de la Mauthausen, de unde nu s-a mai întors.

## Opere literare
- Tizenöt gyorsírási óra (Oradea, 1891)
- Gyorsírási olvasókönyv a Stolze-Fenyvessy rendszer szerint (Oradea, 1893)
- Olivia bosszúja (roman umoristic, Oradea, 1898)
- Komoly pillanatok (Budapesta, 1899)
- Osztrák jog (Budapesta, 1900)

### Studii literare
- „Mauriciu Jókai”, în Adevărul Literar, 15 februarie 1925.

## Legături externe
- „Lexiconul biografic maghiar”